# Музей золота (Богота)
Museo del Oro (Музей золота) (ісп. Museo del Oro) — музей ювелірних виробів і археології індіанців доколумбової Америки в місті Богота, Колумбія.

## Передумови створення
В Колумбії довгий час панувало хижацьке розкрадання археологічних пам'яток і мистецьких артефактів індіанців, знайдених під час грабіжницької археології аматорів та шукачів скарбів. Хижацьке розкрадання розпочалося ще з доби іспанського завоювання Південної Америки в XVI столітті, бо іспанських конкістадорів в нових землях цікавили лише золото, напівкоштовне каміння та швидкі засоби власного збагачення за рахунок грабування індіанців та природних ресурсів краю. Захоплення місцевих земель розпочалося 1525 р., коли в дельті річки Магдалени була заснована іспанська колонія Санта-Марта .  Скільки зразків індіанського ювелірства було знайдено і переплавлено в золоті злитки чи монети за 450 років, встановити неможливо. Аби запобігти повному знищенню національних археологічних пам'яток і зразків індіанського ювелірства доколумбового періоду, їх почав викуповувати і збирати Національний банк Колумбії тільки з 1932 року.

## Заснування. Споруда та розподіл експонатів

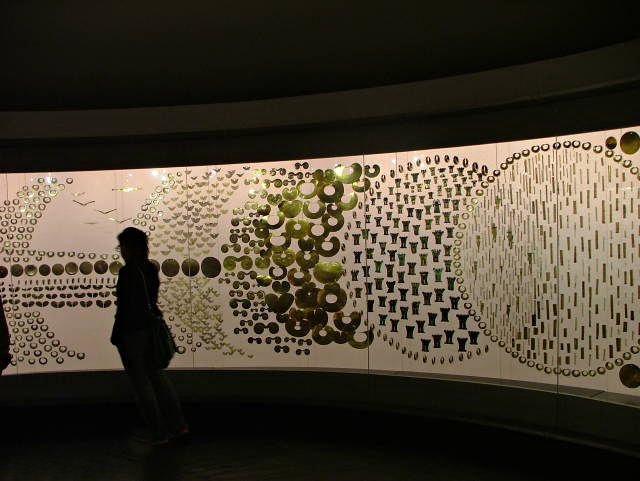

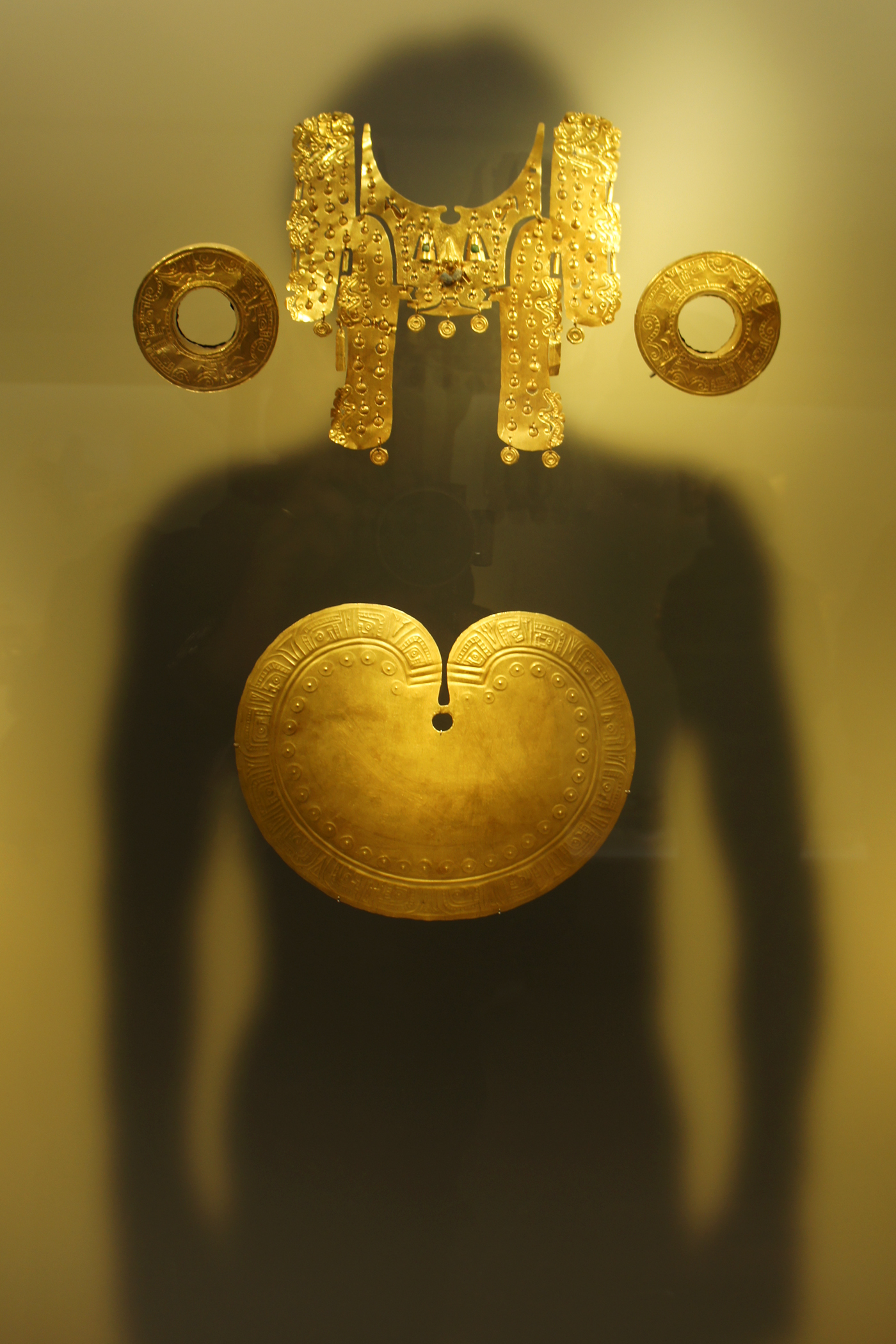

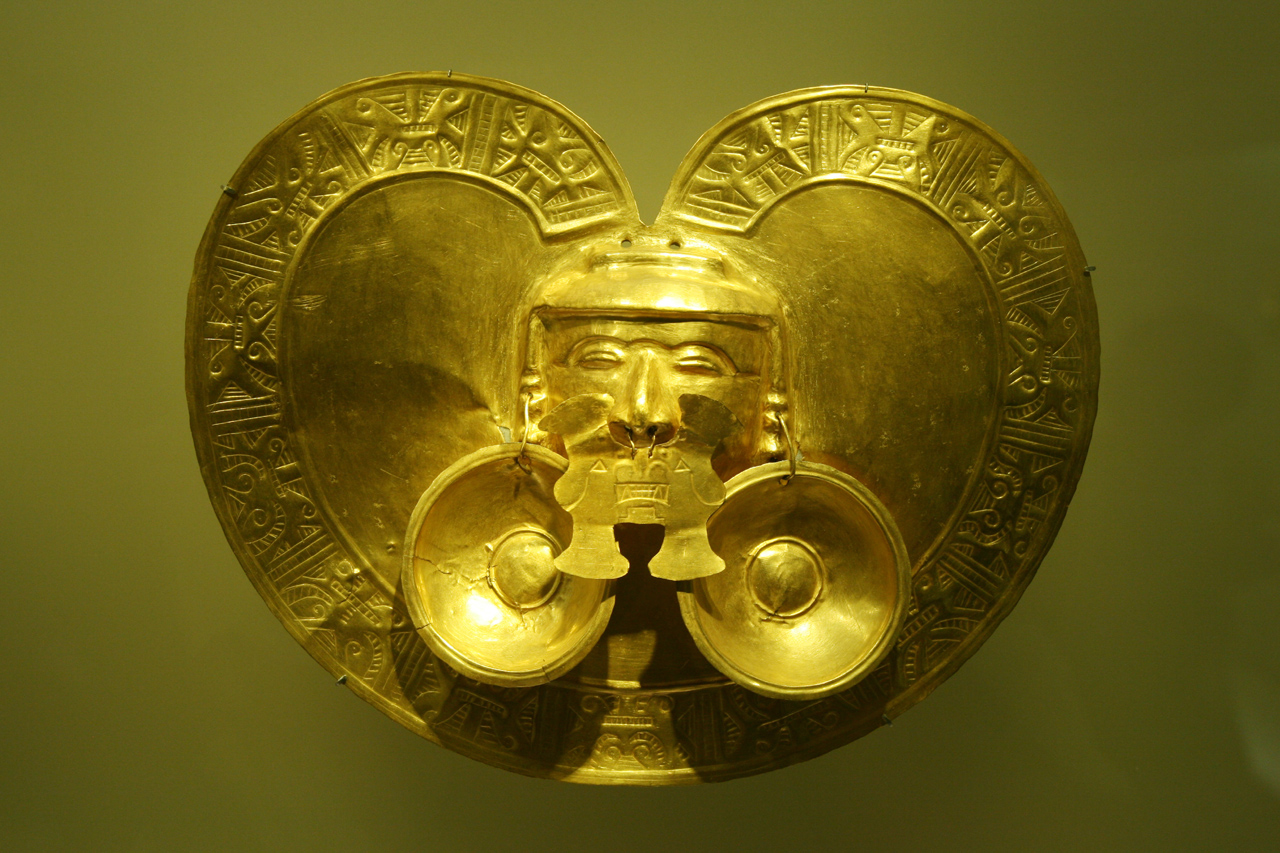

Лише 1939 року Національний банк Колумбії відкрив двері Музею золота. Це досить неточна назва музею ювелірних виробів індіанців доколумбової Америки та археологічних знахідок із тих місцин, де вони були знайдені, оскільки це не тільки музей ювелірних виробів, а й археологічний музей.
Перший поверх сучасної споруди музею віддали під каси, ресторан, музейну крамницю, адміністративні установи і зали з археологічними знахідками. Саме тут експонують індіанську кераміку, рідкісні зразки індіанського ткацтва, вироби з каменю, деревини та кістки тощо. Вони пунктиром висвітлюють культуру заупокійних і сакральних культів доколумбового періоду розвитку цього регіону за період в чотири тисячоліття. Але значно більша і повніша частина археологічних знахідок на кінець XX ст. розташована в Археологічному музеї міста Богота. Держава також проводить в життя і програму створення археологічних музеїв в деяких провінційних містах країни. 
Сучасна споруда музею була вибудована 1968 року на колишній території індіанського міста племен міусків XVI ст., котре було забудоване тоді колоподібними будинками під солом'яними та очеретяними дахами. Налякані білими прибульцями, індіанці племен міусків заздалегідь покинули тогочасну Боготу разом із вождем Тискесусом та його скарбницею. Іспанцям дісталось порожнє місто, де був створений осоредок іспанських завойовників з фортечними мурами і брамами. Неподалік від колишньої міської брами і вибудовано Музей золота в нинішньому парку Сантандер.
Два інші поверхи музею, вибудовані і декоровані в стилістиці мінімалізму, віддані під експозиції золотих виробів індіанців від 2 тисячоліття до н. е. до початку XVI століття. На кінець XX століття кількість експонатів музею (археологічних і ювелірних) досягла 30 000. Вона вважається найбільшою в Колумбії і в світі.
Місцеві племена в XVI ст. перебували фактично в періоді пізнього неоліту, не знали колеса, але досягли значних успіхів в обробці золота, що нагадує відповідні етапи розвитку цивілізацій в долинах річки Інд (сучасна Індія, де теж високо поціновували золото) та Ніл (Стародавній Єгипет). Однак цивілізація на землях Колумбії виробила як власні традиції, так і власний світогляд, а характер місцевих виробів має незапозичений, оригінальний характер. Про це свідчать унікальні розписи на керамічних виробах, форми і техніки обробки золота, унікальні зразки місцевого ткацтва. Лише невелика частка місцевих виробів індіанців була перевезена в Західну Європу. Їх бачив художник і ювелір Альбрехт Дюрер, котрий залишив захоплені відгуки від споглядання екзотичних речей американських індіанців.

## Різні шкали цінностей індіанців та іспанців XVI ст.

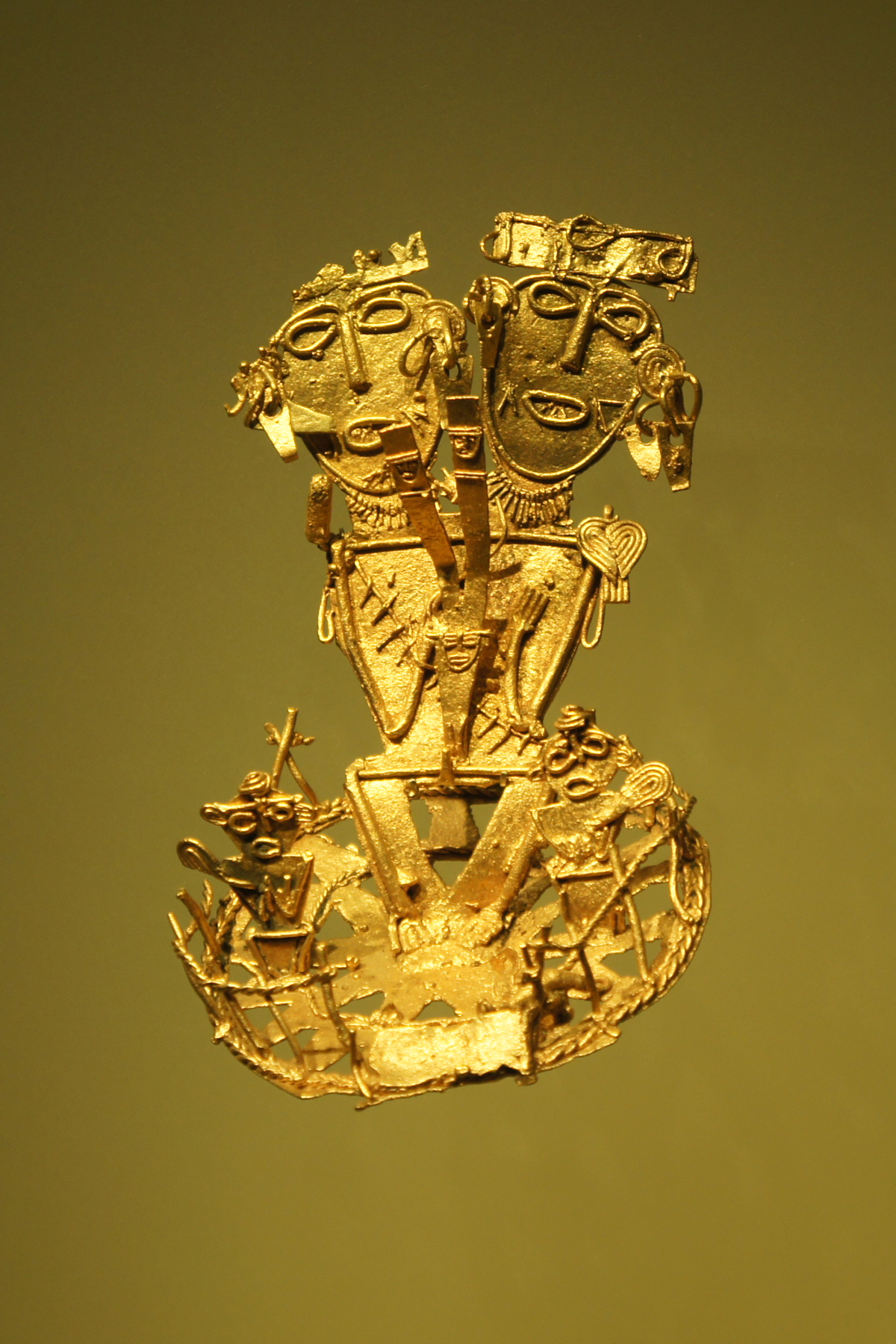

Трагічний контакт двох цивілізацій теж став предметом вивчення і аналізу.  Тоді виявилось, що місцеві індіанці та іспанці-загарбники XVI ст. мали різні шкали цінностей. Іспанці шукали золота та швидких засобів власного збагачення, культура чужинців здавалась їм породженням язичників і диявола, гідна повного викорінення. На перших місцях у індіанців, навпаки,  були не золоті витвори, а кольорові тканини та особливі плащі із пера тропічних птахів. Про це розповів пізніше племінник вождя — Гуаска Паусо (Орлине Перо), котрий вимушено прийняв католицизм, вивчив іспанську мову і був у приятельських стосунках із іспанським хроністом Родрігесом Фрейле. Останній записав розповіді Хуана де Гватавіти (християнське ім'я Гуаска Паусо) і вніс їх в свою хроніку. Розповіді Гуаска Паусо допомогли пояснити археологічні знахідки в окремих регіонах та місцях, адже індіанці клали коштовні речі не тільки в поховання, а і в окремі схованки, про які знали жерці та обмежене коло служок.
Із розповідей Хуана де Гватавіти (християнське ім'я Гуаска Паусо): 
| Уславились тоді і інші різні золоті витвори, без котрих не обходився жоден індіанець… а називались вони «тунхо»… це фігурка розміром із долоню. Із золотої дротинки (на золотому обличчі) робили рот, ніс та вуха. Руки «тунхо» утримували різні речі : вояк — стріли і лук, вождь — скіпетр, жінка — або дитину, або ткацький верстатик. Сотні цих фігурок віднайшли іспанці в храмах, святилищах, на вівтарях і в озерах. І було їм незрозуміло, навіщо ми закопуємо золотих «тунхо» чи ховаємо у схованки. І дивувались католики, бо дуже ж таки схожими були ці фігурки з живими індіанцями. А як могло бути інакше ? Якщо просила жінка успіхів в ткацтві, то замовляла сільському ювеліру «тунхо»-жінку з верстатиком. Землероб благав урожаю і отримував від ювеліра «тунхо»-землероба із мотигою. Сміливі вояки замовляли «тунхо»-вояка із мотузками через плече, аби захопити в полон чухинця-вождя. Адже жодна молитва без цих золотих фігурок не доходила до богів[3] |
Золото для індіанців Колумбії мало переважно естетичне та сакральне значення. Описані корони вождів, золоті дзвоники для посохів вождів, прикраси для носа, товсті браслети, важкі сережки для розтягування мочки у індіанських аристократів, золочені шоломи вояків постійно зустрічались в хроніках іспанців. Але як еквівалент грошей у торгівлі золото вже було втягнуто в міжплемінний (міжнародний) обмін і бартер. На нього вже міняли інші товари з далеких місцин, хоча до прибуття іспанських загарбників ще не карбували монет. Так, Сьєза де Леон, іспанський хроніст XVI століття і сам член важких мандрівок за скарбами індіанців на західні землі сучасної Колумбії, зі зневагою записав : 
| Великі скарби, приховані в цих регіонах. І все, що було (якщо не пограбоване вже іспанцями), без сумніву, віддавали дияволу, його храмам і похованням, де індіанці ховали власних померлих. Бо ці індіанці не люблять золота (як іспанці) і не шукають його для іншого використання, тому що не платять золотом платню воякам, не купують чужих міст і земель, не бажають іншого, як прикрасити себе золотими виробами за життя та забрати з собою у поховання по смерті.[4] |
Єдиного народу на цих землях не було, тут мешкали роздрібнені індіанські племена. Кожне з них мало власних богів і власне священне озеро. Озера ставали своєрідними храмами, їм приносили жертви, в тому числі і людські, що надало привід іспанським загарбникам-католикам виправдовувати власну жорстокість по відношенню до нехристиян-індіанців і безкарно вбивати їх і грабувати. Іспанці десятиліттями розкопували також індіанські поховання заради грабежів індіанських померлих. Дізналися іспанці і про жертовні храми-озера. Особливо уславилось озеро Гватавіта, котре десятиліттями було місцем принесення жертовних речей. 
Дізнавшись про нього, іспанці за період з 1535 до 1912 рр. зробили вісім спроб знизити його рівень та вилучити золоті вироби та коштовні камені. При зменшенні рівня води на дванадцять метрів були знайдені ізумруди та золоті вироби, що лише розпалило золоту лихоманку шукачів. На кінець XX століття озеро Гватавіта нарешті взято під державну охорону.

## Попоро Кімбайя
Серед унікальних виробів ювелірства індіанців до їх вимушеного контакту з іспанськими завойовниками належить і Попоро Кімбайя (Poporo Quimbaya), золотий флакон для збереження вапна. Вапно було важливим додатком для жування листя коки від час священницьких церемоній. Сакральний зміст церемонії був перенесений і на флакони для збереження вапна. Зазвичай їх виконували з інших некоштовних матеріалів, серед яких деревина і висушені рослинні плоди. 
Золоте Попоро Кімбайя, за припущеннями, було знайдене в старовинному похованні в районі  Лома-дель Пахаріто (Пташиний схил) неподалік Ярумал, муніципалітет в департаменті Антиокія, Колумбия, під час хижацьких розкопок в 1930-х роках. Національний банк придбав ювелірний виріб 1939 р. заради рятування твору, бо не міг перешкодити руйнаціям археологічних пам'яток країни на той час. Попоро Кімбайя в XX ст. став національним символом та був зображений на грошах, в монетах і на банкнотах.

## Індіанські технології обробки золота

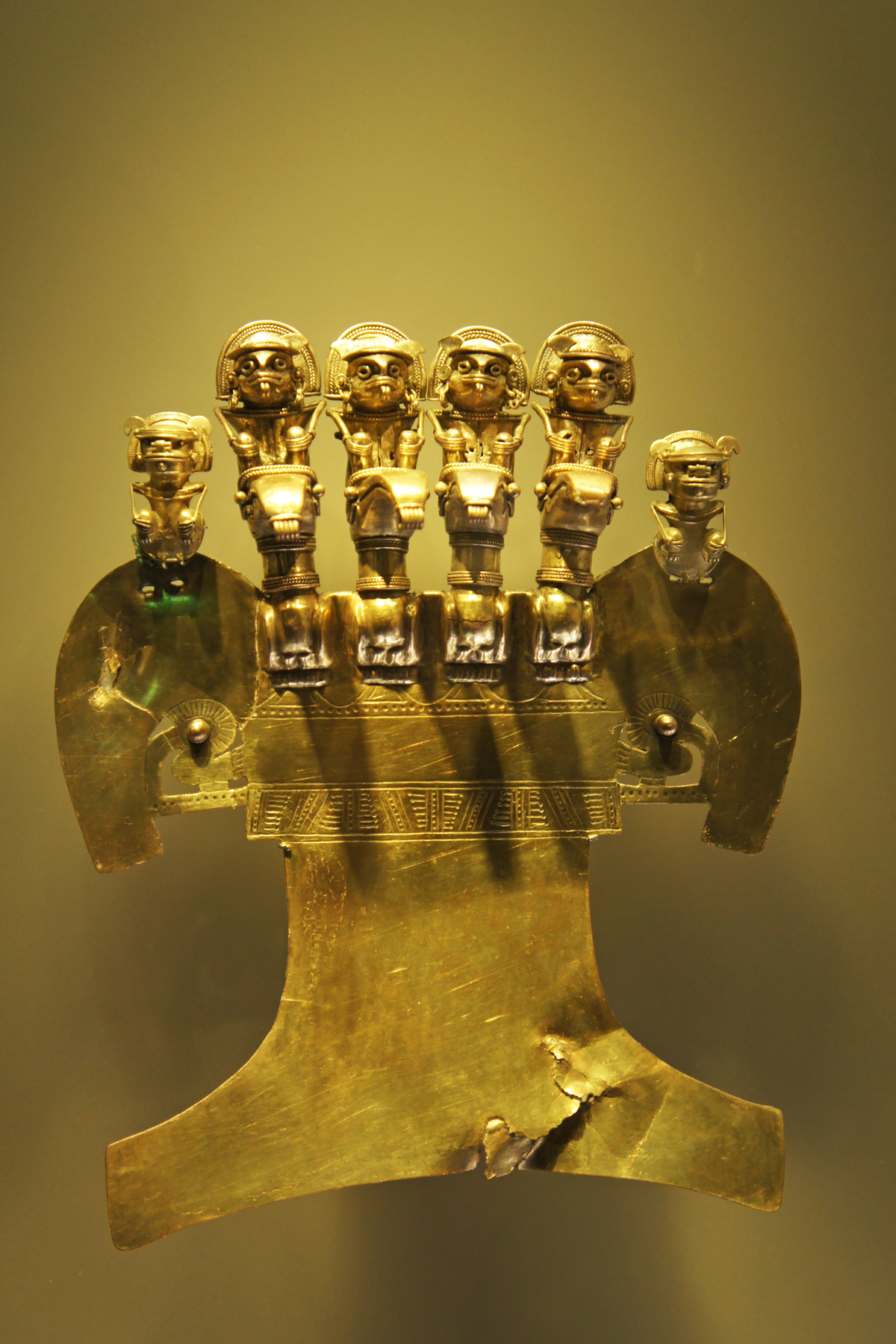

Дослідження ювелірних виробів індіанців Колумбії довели, що місцеві ковалі-ювеліри опанували і використовували різні технології обробки золота та інших коштовних металів. Чисте золото не завжди витримує кування, тому для збільшення його пластичності у золото додавали мідь. Це відомий сплав «томпак». Золотили індіанці і вироби з міді та деякі дерев'яні скульптури. Тож великим було розчарування іспанських завойовників, котрі переплавляли золочені вироби індіанців у злитки, а ті перетворювались або у мідь, або у сплав «томпак», де склад міді доходив до 70 відсотків. Це дозволило індіанським ювелірам знизити рівень плавління первісної речовини до 200 градусів за Цельсієм. Нечасто зустрічались і вироби із сплаву золота та платини. Індіанці розробили власну технологію обробки сировини із золота та порошку платини.
Серед технологій обробки золотих виробів та його сплавів використовували - 
- кування
- зернь
- золочення
- карбування
- виливання в формі
- виливання в техніці втраченого воску
- Паяння з куванням тощо.

Відомі і описи реманенту індіанських ковалів-ювелірів. Частина з них і буда знайдена під час археологічних розкопок. Тому Музей золота експонує і інструментарій ковалів-ювелірів — молоточки, кам'яні коваделка, чекана, штихелі тощо.

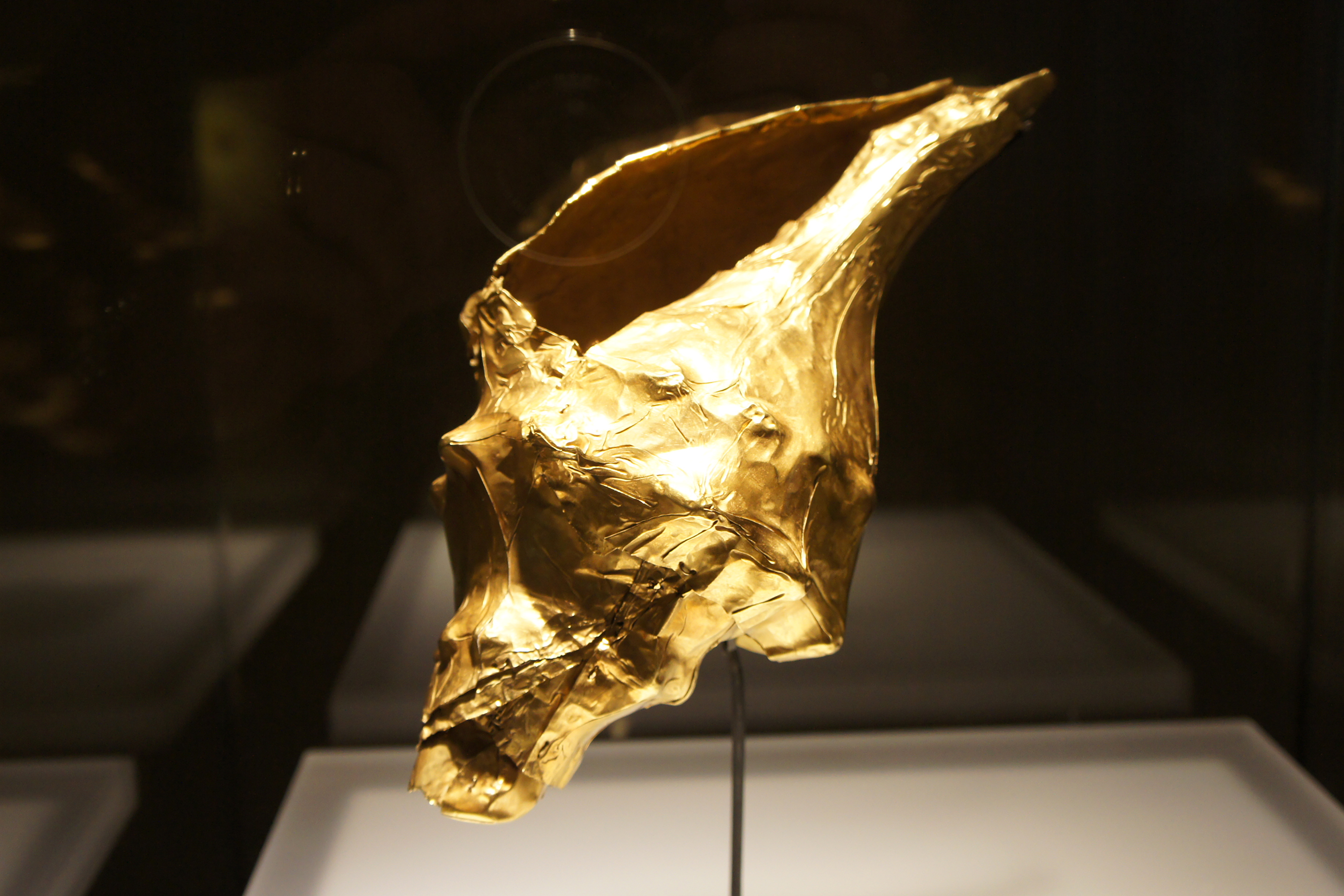
Золота імітація морської мушлі
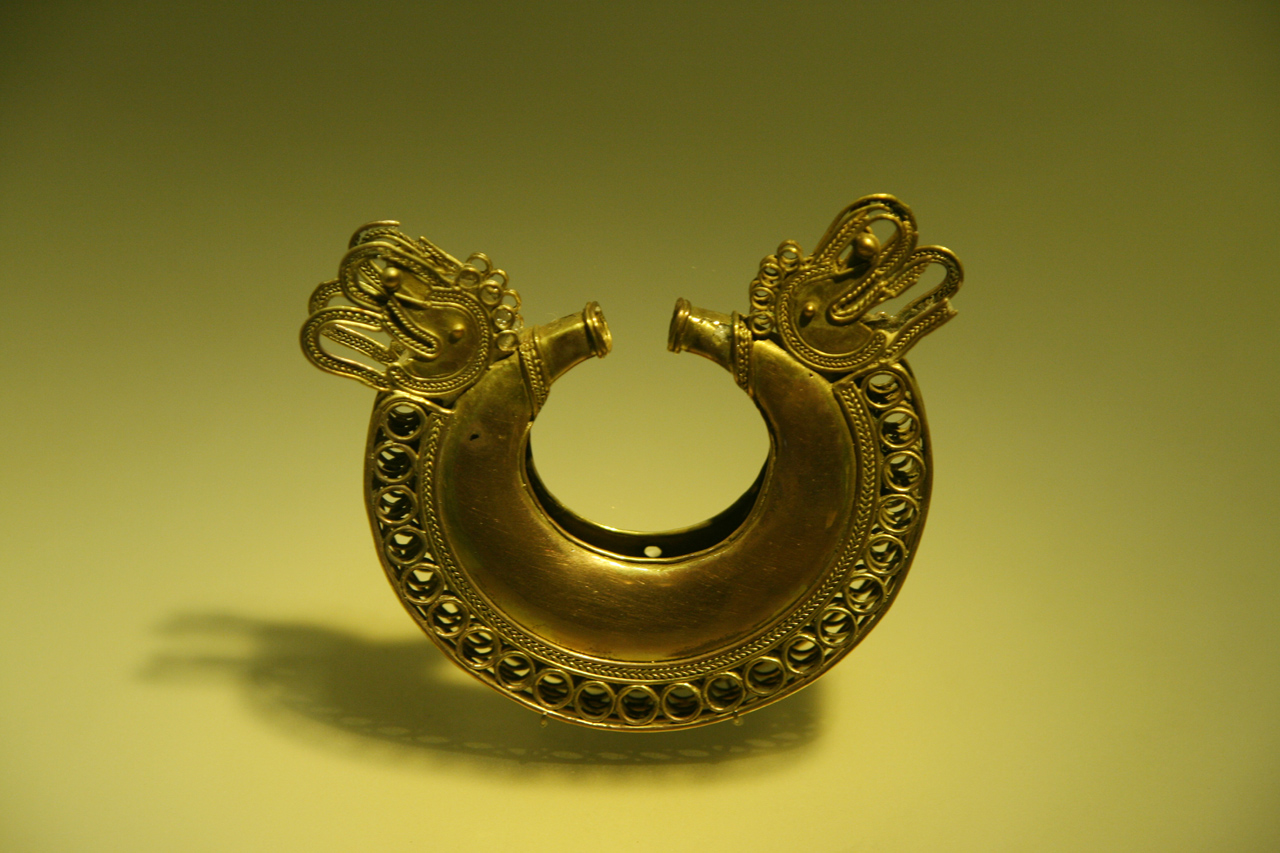
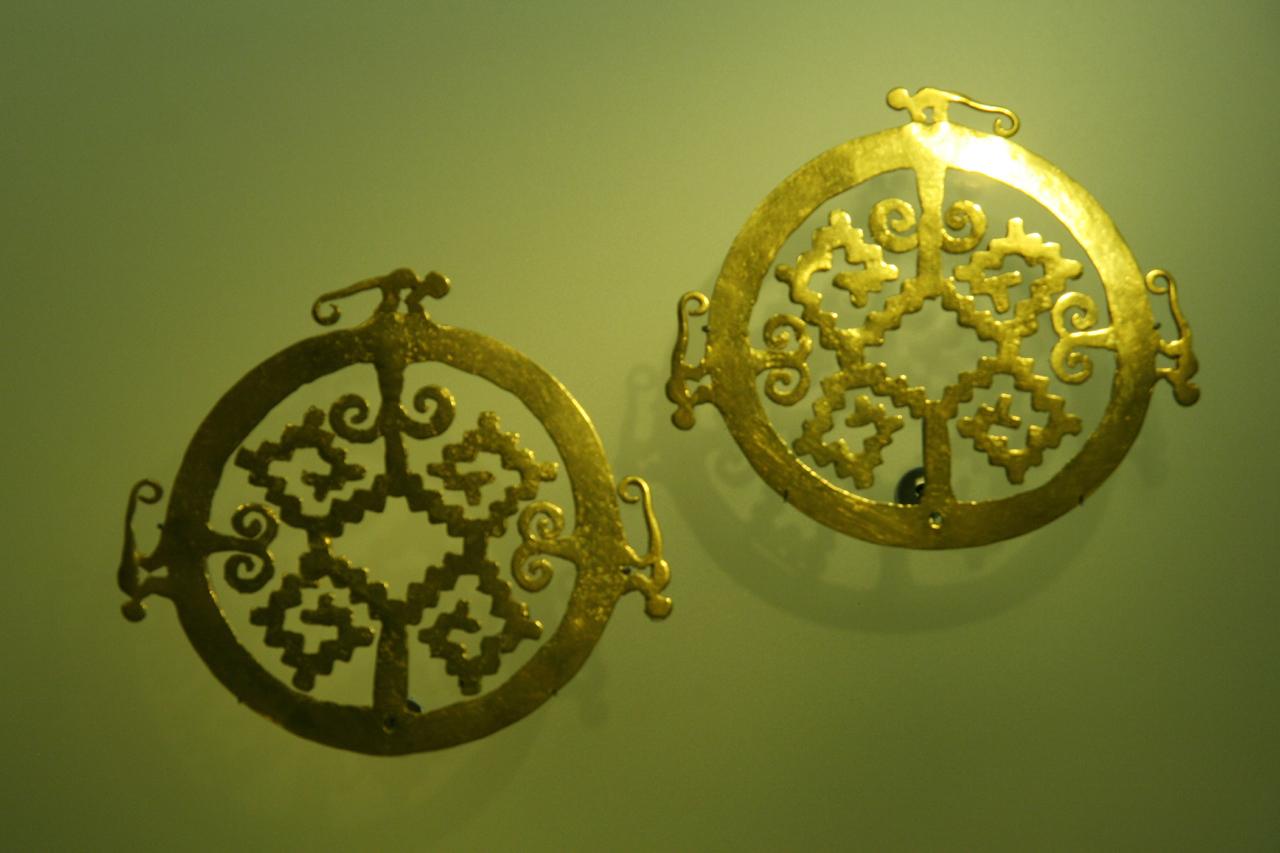
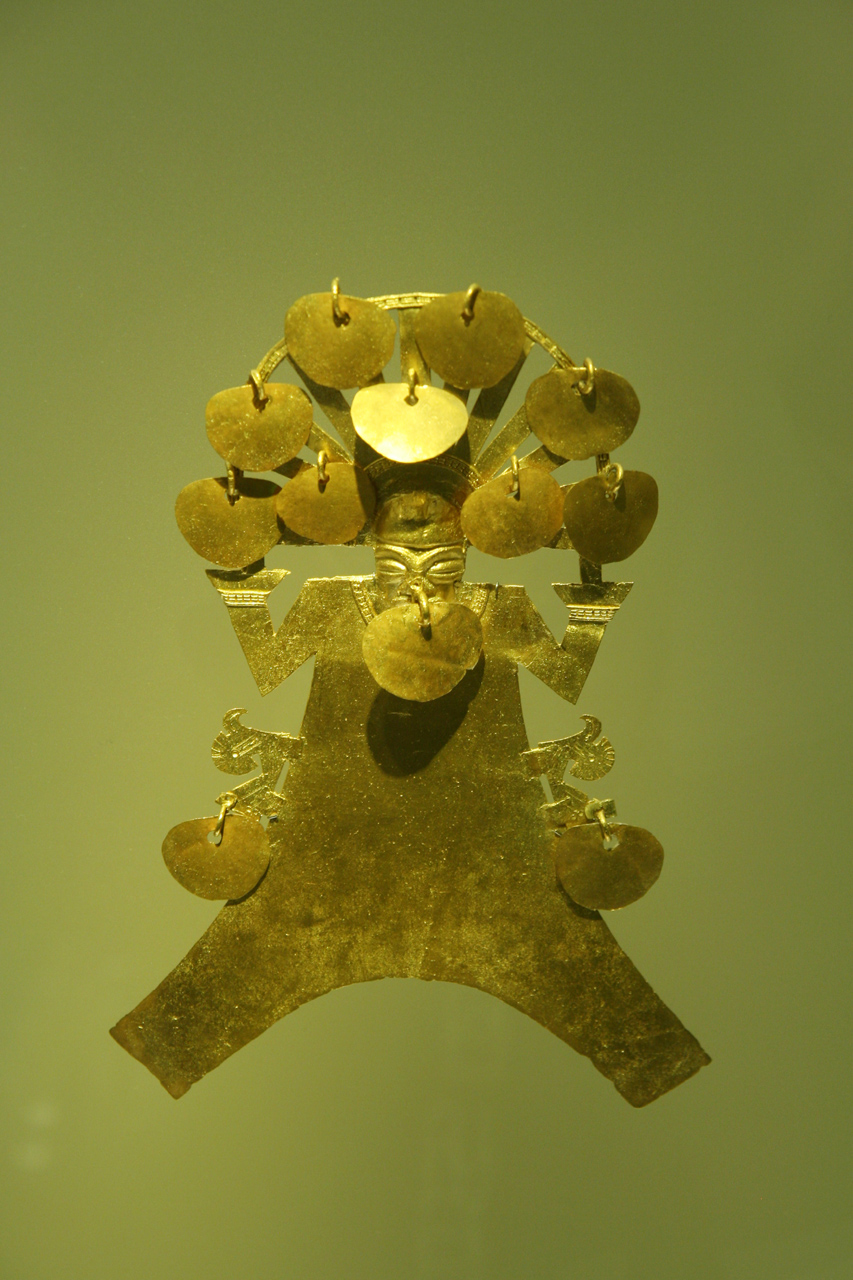

## Фонди і пропаганда музейної збірки

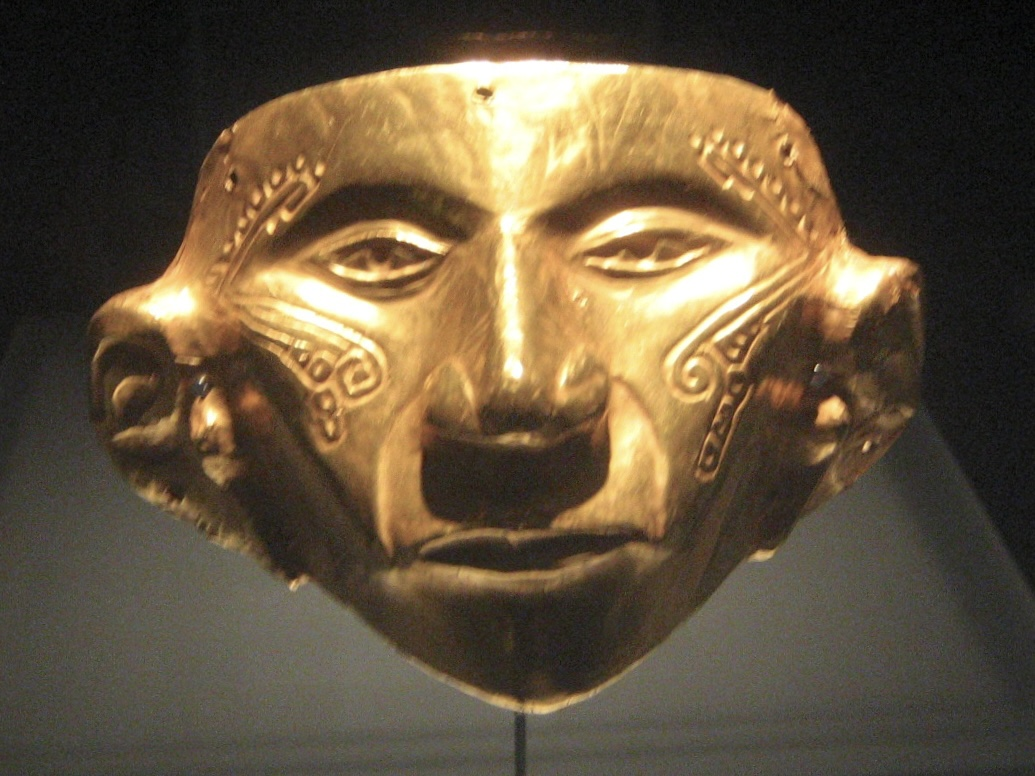
Золота чоловіча маска, культура Тьєррадентро.

На початку XXI ст. фонди музею збільшились до 55 000. Експозиція музею висвітлює також культурні здобутки декількох районів колумбійських індіанців минулого, серед яких - культури Міуска, Каліма, Зену, Кімбайя, Толіма, Тьєррадентро, Убара, Тайрона, Сан-Августин. 
До жовтня 2008 року була проведена реконструкція музею. Були проведені ремонти і роботи в п'яти залах з археологічними знахідками, бо продовжуються археологічні розкопки, знахідки з яких теж прибувають в музей. До музейних приміщень додали також залу конференцій, кафе, зали для тимчасових виставок. Майже всі експонати музею отримали описи двома мовами.
Очільники музею приділяють значну увагу пропаганді музейних збірок та скарбів національної історії і культури доколумбового періоду. Активно працює виставковий департамент, котрий проводить виставки під назвою «Золото Колумбії», які вже пройшли в Австралії, Північній Америці, в країнах Західної Європи, в колишньому СРСР до його розвалу. Вийшли з друку каталоги і окремі видання попри статті в періодичних виданнях і в різних національних вікіпедіях. 

## Галерея

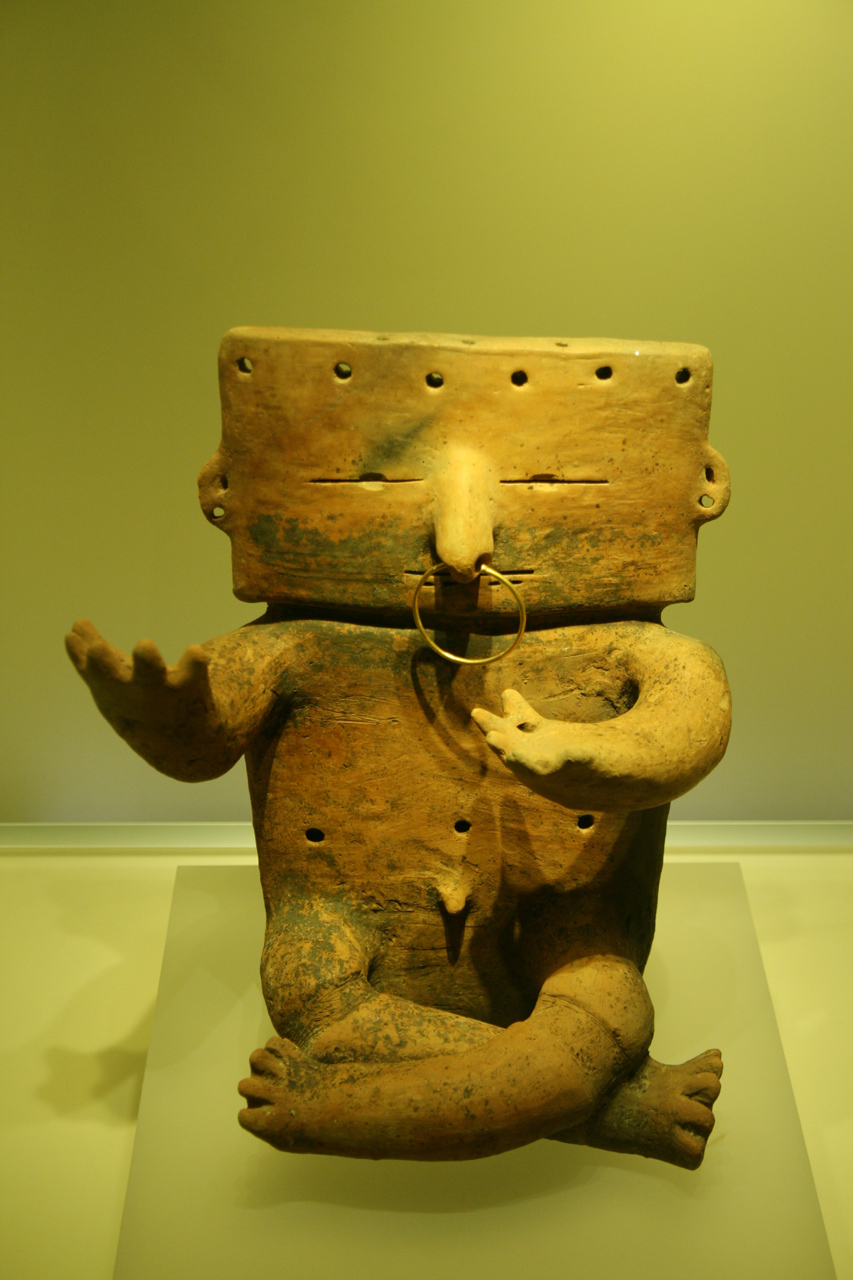
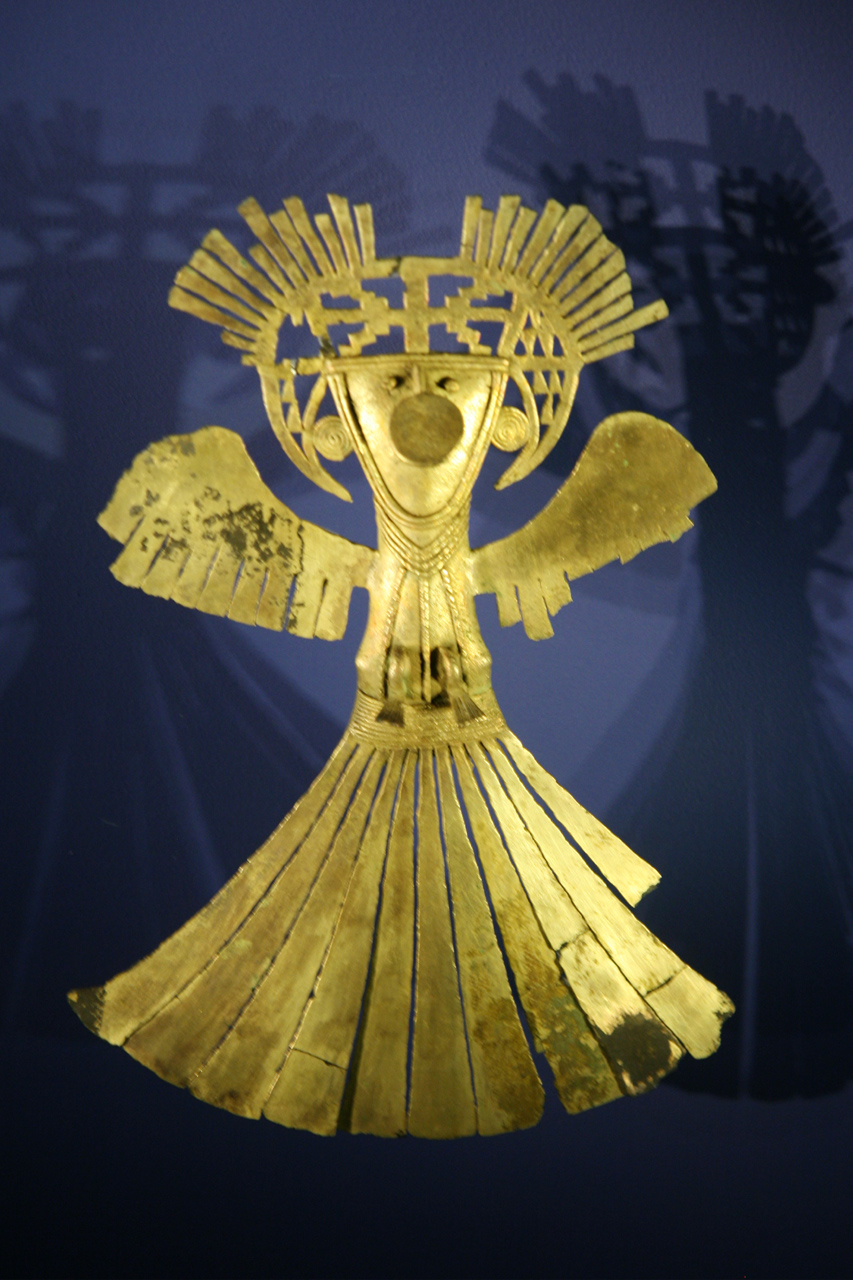
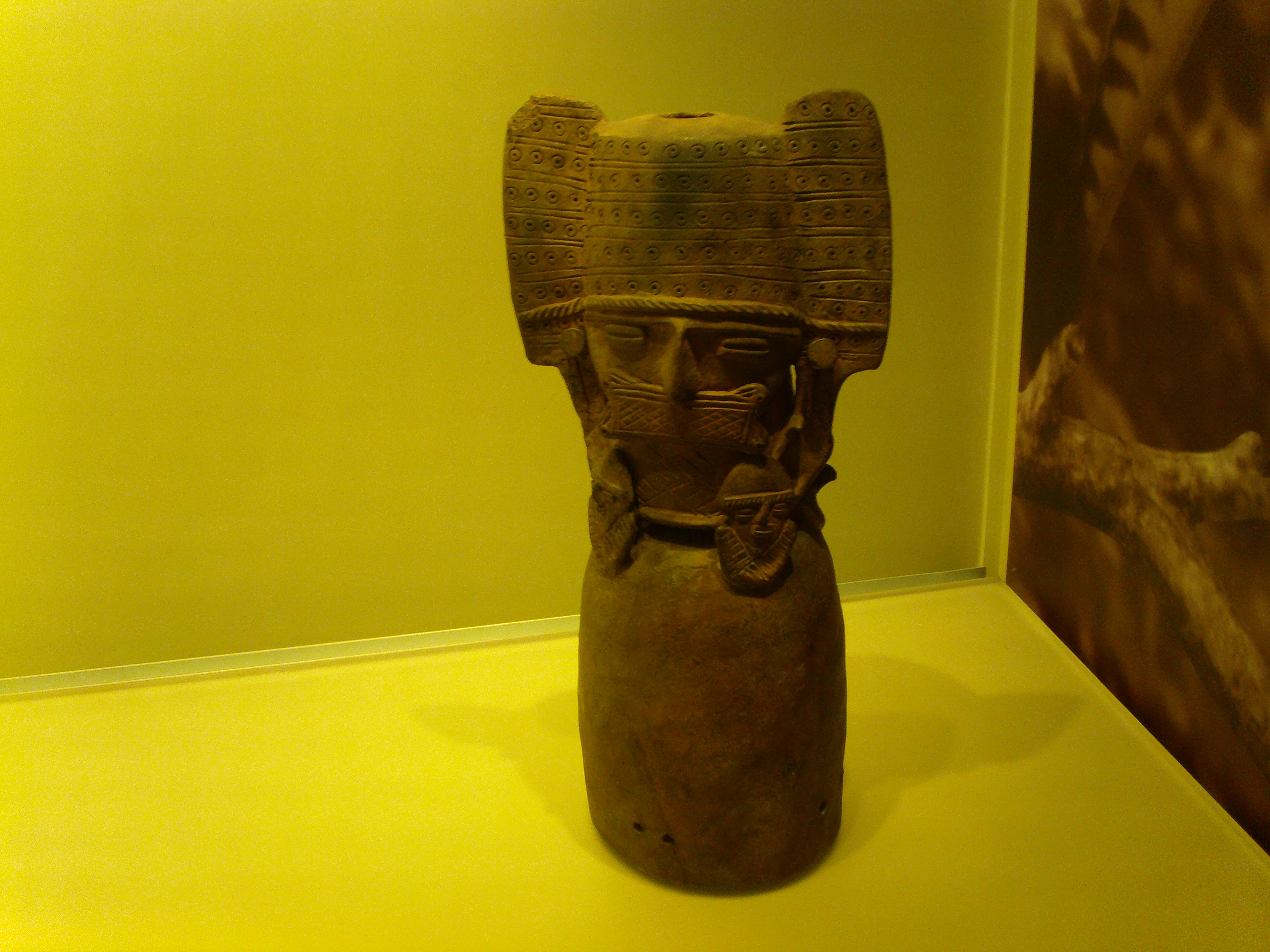
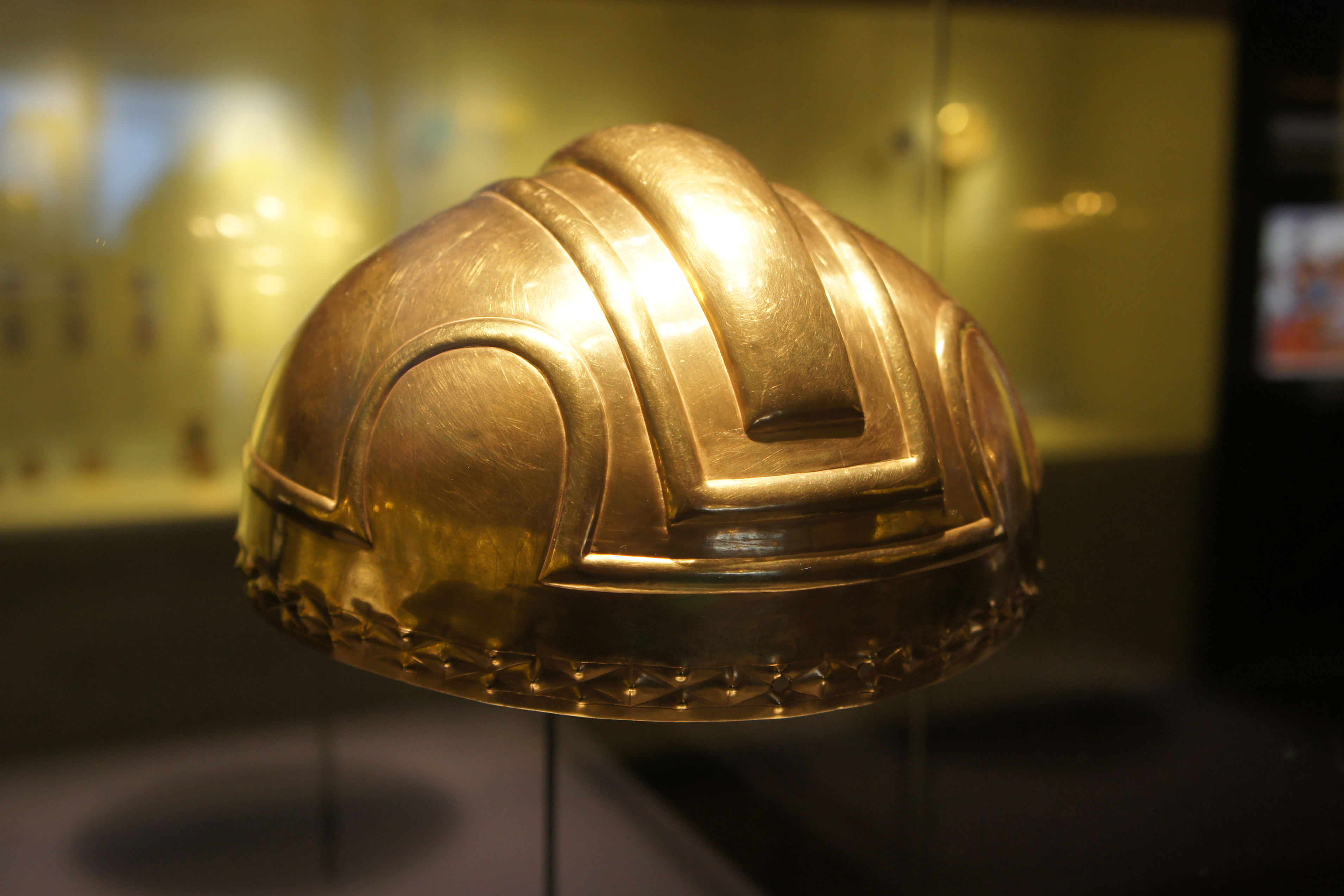